# Bégin
Pour les articles homonymes, voir Begin.
Bégin est une localité de la municipalité régionale de comté du Fjord-du-Saguenay  au Québec (Canada), située dans la région administrative du Saguenay–Lac-Saint-Jean. La ville aurait été nommée en l'honneur de Mgr Louis-Nazaire Bégin.

## Histoire
Le premier résident fut M.Séverin Bilodeau en 1918. Bégin comporte divers attraits touristiques à savoir un terrain de golf, un sentier pédestre et un sentier de ski de fond.
En 1922, après un vaste mouvement de colonisation , l'histoire de la ville débute réellement.
En juin 2023, la municipalité a fêté ses 100 ans d'existence. 

## Géographie
La rivière Blanche traverse la municipalité du nord-ouest vers le nord-est.
La rivière des Aulnaies en traverse le sud-ouest vers le sud-est.
À partir du lac à l'Ours, dans le nord-est, la rivière à l'Ours coule vers le sud.

## Démographie
| 1996 | 2001 | 2006 | 2011 | 2016 | 2021 |
| ---- | ---- | ---- | ---- | ---- | ---- |
| 920  | 924  | 862  | 868  | 818  | 851  |

## Administration
Les élections municipales se font en bloc pour le maire et les six conseillers.
| Bégin Maires depuis 2001                                                                                             |               |         |          |
| Élection | Maire         | Qualité | Résultat |
| 2001 | Gérald Savard |         | Voir     |
| 2005 | Gérald Savard | Voir    |          |
| 2009 | Gérald Savard | Voir    |          |
| 2013 | Gérald Savard | Voir    |          |
| 2017 | Gérald Savard | Voir    |          |
| 2021 | Gérald Savard | Voir    |          |
| Élection partielle en italique Depuis 2005, les élections sont simultanées dans toutes les municipalités québécoises |               |         |          |

## Culture

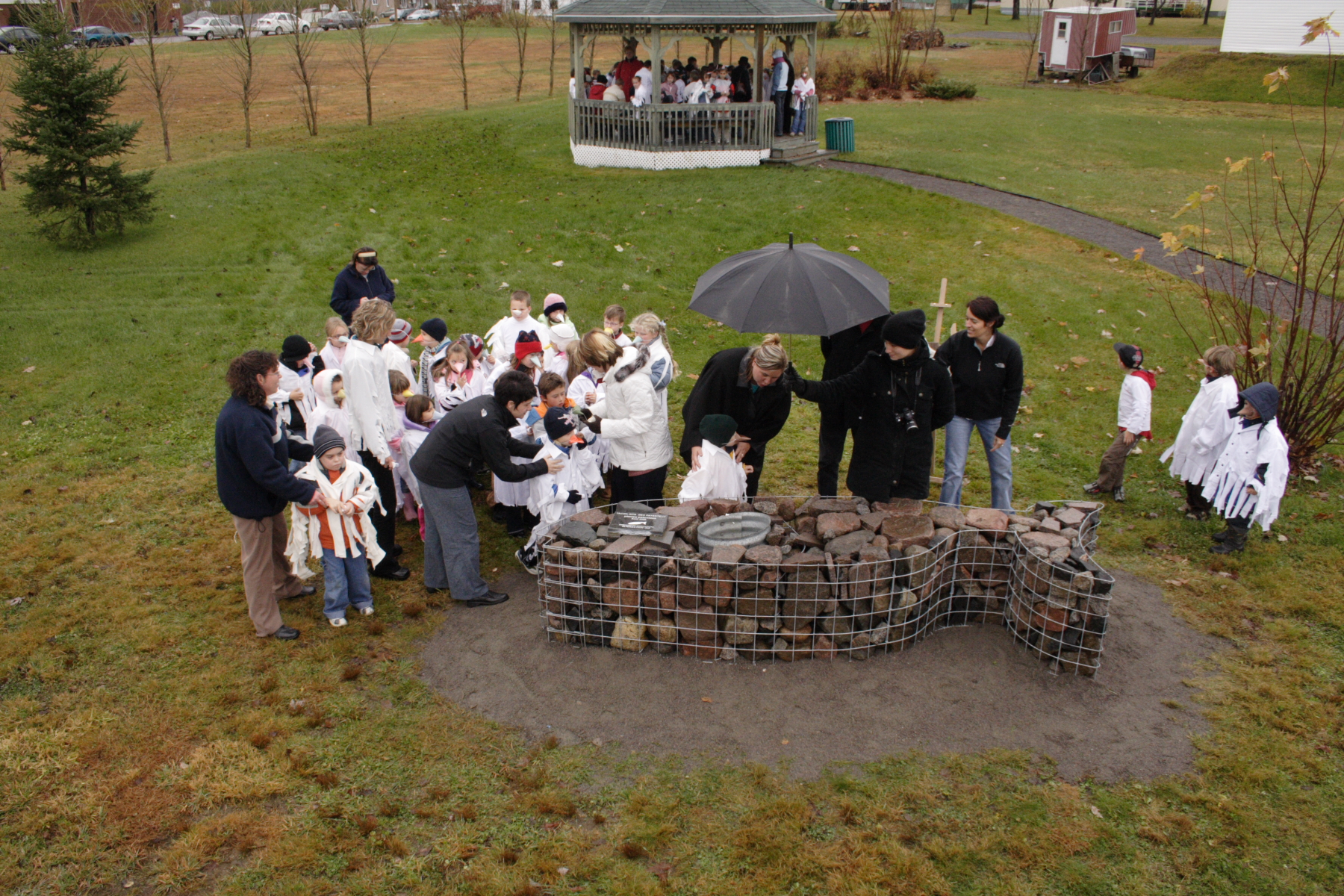
Tacon Site des Patenteux.

La municipalité de Bégin a reçu le Tacon Site des Patenteux le 18 octobre 2006. À cette occasion les élèves de l’école St-Jean ont déposé des capsules temporelles dans le monument. Il est prévu que ces messages d’avenir seront dévoilés lors du centenaire de la municipalité en 2023. Ce projet est une initiative du collectif d’artistes Interaction Qui dans le cadre de la Grande marche des Tacons-Sites.